# 奥寺佐渡子
奥寺佐渡子（1966年—），日本知名女編劇，岩手縣出身。劇本代表作有細田守執導的動畫電影《跳躍吧！時空少女》、《夏日大作戰》及改編自湊佳苗的電視劇《夜行觀覽車》、《為了N》等作品。曾多次與細田守合作。
2012年，以電影《第八日的蟬》劇本獲得第35回日本電影金像獎最佳劇本獎。

## 經歷
奥寺佐渡子在石油公司上班時曾一邊撰寫深夜電台的廣播劇劇本，雖未正式上過編劇班，但憑著興趣將電視劇錄下並一邊按暫停，練習試著將畫面中的動作以台詞寫出。1993年，編寫知名導演相米慎二執導的電影《搬家》劇本而正式以編劇身分出道，並在同年初次編寫電視劇劇本《茶煲愛情》。
1995年，奧寺以《學校怪談》的劇本入圍第19回日本電影金像獎優秀劇本獎。1998年，以日本文化廳新進藝術家在外研修員的身分前往美國留學。2010年，以《夏日大作戰》獲第9回東京動畫獎個人賞（劇本賞）。2012年，以電影《第八日的蟬》劇本獲得第35回日本電影金像獎最佳劇本獎。
2022年，她和清水友佳子以《最愛》劇本獲頒第110回日劇學院賞的劇本賞

## 人物
- 轉換心情的方式是「溫泉旅行」。[3]
- 對於常被問到「寫過最辛苦的劇本」時，都回答不出來，因為寫過就忘了。認為雖有沮喪的時刻，但絕不會負面思考，自己應該是個鈍感的人。[3]

### 與細田守的關係
奧寺佐渡子最初在細田守製作動畫電影《跳躍吧！時空少女》時首度合作，擔任該電影的編劇，此後她陸續為細田守執導的《夏日大作戰》、《狼的孩子雨和雪》執筆劇本。直至細田守製作《怪物的孩子》時，雙方的合作模式改成細田守撰寫劇本，由奧寺佐渡子協助檢視和修飾。
在《怪物的孩子》發行後，細田守開始在接下來的作品採取導演兼任獨立編劇的工作模式，奧寺佐渡子未再參與細田守後續的電影（《未來的未來》、《龍與雀斑公主》）編劇。細田守後續在接受採訪時稱道，倘若是從人生經歷取材的作品，還是需要親自執筆才能更加貼切地描繪，若是由他人操刀編劇則會出現搔不到癢處的情況，他表示自己與奧寺佐渡子雙方合作時期維持著積極的合作關係，這是他認為在近期的電影採用不同的設定更有意義、同時兼顧經歷任何可能需要的回饋和修改周期，才會改採用親自編劇的製作模式。

## 主要編劇作品

### 電視劇
- 茶煲愛情（日语：お茶の間 (漫画)）（1993年）
- 蔷薇的殺意～獻給虛無的供物（日语：虚無への供物#テレビドラマ）（1997年）
- ドンウォリー!（1998年）
- 夜行觀覽車（2013年）
- 為了N（2014年）
- 反轉（2017年）
- 我要準時下班（2019年）
- 最愛（2021年）
- 下剋上球兒（2023年）

### 電影
- 搬家（日语：お引越し (映画)）（1993年）
- 人生交叉點 雨（1993年）
- よい子と遊ぼう（1994年）
- 學校怪談（1995年）
- 學校怪談2（1996年）
- 學校怪談4（1999年）
- コンセント（2001年）
- 魔界轉生（2003年）
- 花（日语：花 (映画)）（2003年）
- SEVEN ROOMS （2005年）
- 喋喋不休（日语：しゃべれどもしゃべれども）（2007年）
- 怪談（日语：怪談 (2007年の映画)）（2007年）
- 常開野蔷薇（日语：パーマネント野ばら）（2010年）
- 第八日的蟬（2011年）
- 輕蔑（日语：軽蔑 (中上健次)#映画）（2011年）
- 魔女宅急便（2014年）
- 球場上的朝陽（2014年）
- Maestro（2015年）

### 動畫電影
- 跳躍吧！時空少女（2006年）
- 夏日大作戰（2009年）
- 對某飛行員的追憶（2011年）
- 狼的孩子雨和雪（2012年）[11]
- 怪物的孩子（2015年）（劇本協作）

### 電視動畫
- 少女的奇幻森林（2007年）

## 書籍
- 主婦は八百屋に娘は水に（詩集・1986年）

## 獎項
- 1996年第19回日本電影金像獎優秀劇本獎（《學校怪談》）
- 2010年第9回東京動畫獎劇本獎（《夏日大作戰》）
- 2011年第35回日本電影金像獎最佳劇本獎（《第八日的蟬》）
- 2017年第8回CONFiDENCE日劇大獎劇本獎（《反轉》）
- 2017年第93回日劇學院賞劇本獎（《反轉》）
- 2021年第110回日劇學院賞劇本獎（《最愛》）

## 外部連結
- 奥寺佐渡子在互联网电影资料库（IMDb）上的資料（英文）（英文）